# 乳房切除术
在医学中，乳房切除术（英语：Mastectomy）是指手术去除部分或全部，一个或两个乳房的医用术语。做乳房切除术是为了治疗乳癌；在一些情况，被认为是乳腺癌的高危人群的妇女和一些男性，需要用做手术来预防，因此，要预防乳癌而不是治疗它。去除男性乳腺的癌组织的医疗过程也属于乳房切除术。此外，某些病人可以选择大范围的局部切除术，也就是所谓的乳房肿瘤切除术。这种手术可以去除小体积的含有肿块的乳房组织和一些环绕在周围健康组织来保护乳房。乳房切除术与乳房肿瘤切除术两者都是指乳腺癌的“局部疗法”，主要针对肿瘤区域。它与系统疗法是相反的，例如化疗，荷尔蒙疗法或免疫疗法。
以前，在一些乳腺癌的病例中，要将整个乳房全部切除。但是现在乳房切除术切除决定是依据不同的因素的，其中包括：乳房的尺寸大小、受损处的数量、乳腺癌的生物活跃性、辅助放射疗法的可用性、以及病人愿意接受乳房肿瘤切除术与放射疗法之后肿瘤高危复发的程度。用辐射疗法的乳房切除术与乳房肿瘤切除术比较后的结论研究显示，在发现、诊断与手术之前，一贯的彻底性乳房切除手术将不会永远阻止后来的微转移二期肿瘤的发作。

## 比率
在全世界范围内，乳房切除术的比率变化非常之大。2004年的“依西美坦在不同人群之间的研究”中记载一项分析，此项分析是乳房切除术，它被37个国家患有早期乳腺癌的4,700名妇女使用作为辅助治疗。乳房切除术比率在欧洲东部最高，欧洲北部的比率为77%。第二高则是美国的乳房切除手术比率是56%、欧洲北部平均46%、欧洲南部为42%、澳大利亚和新西兰为34%。

## 乳房切除手术表明
虽然向乳腺癌患者提供乳房保护技术的能力增加了，但是始终有某些人群可能最好去做传统的乳房切除手术，这包括一下人群：
- 对影响的乳房已经做过发射疗法的妇女。
- 妇女有2到多处距离很远的癌变部位，并且都在一只乳房上，为了保持乳房的美观，通过一个手术切口是无法全部去除的。
- 妇女进行首次乳房肿瘤切除，随后又再次切除（一次到多次），始终无法全权去除癌症。
- 妇女有某些严重的连接性组织疾病，例如硬皮症，这会使他们对于放射疗法的副作用特别敏感。
- 怀孕的妇女，她们需要进行放射疗法但是还在怀孕期间（有伤害胎儿的风险）。
- 患有的超过5厘米（2英寸）大的肿瘤，在新辅助化疗下并没有缩小的妇女。
- 有和乳房大小一样的癌症妇女。
- 男性乳腺癌患者。

## 乳房切除术类型
乳房切除术有不同种类型，患者决定使用那一种要根据各种因素（或是他或她是否要决定进行乳房肿瘤切除术来代替），例如：大小、部位、肿瘤的变化（如果有一个）、手术是否有预防性、以及病人是否打算接受再复发切术手术。
- 简单乳房切除手术（或是“全乳房切除术”）：在这此过程中，乳房的整个组织都要被切除，但是腋窝部分将不受影响。有时，“前哨淋巴结”有会被切除，因为它是腋窝中的第一个淋巴结，转移性癌细胞预计会进去到其中。有时会在病人的两个乳房上都做这个手术，这些病人把做乳房切除术当成一个癌症预防措施。做此类手术的病人住院几天就可以出院了。通常情况，手术中会在他们的乳房内插入一根引流管，并且连接到一个小的抽吸装置，来去除皮下积液。通常是在术后移除几天，直到每天排量下降到20-30毫升以下。
- 改良型彻底乳房切除术：将整个乳房组织以及与其在一起腋窝部分（脂肪组织和淋巴结）全部切除掉。与彻底性乳房切除术相反，胸肌不必切除。
- 彻底性乳房切除术（或是“霍尔斯特德乳房切除术）：首次此类手术是在1882年，这个手术过程涉及到去除整个乳房、腋窝淋巴结和乳房后的胸大肌与小肌肉群。这个手术的毁容程度比改良型彻底乳房切除术还要严重，但是大多数的肿瘤不会有复发的可能。这种手术现在是用于胸大肌肿瘤，或是与胸壁有关的复发性乳腺癌。
- 皮肤保留乳房切除术：此类手术，是在乳晕（乳头周围的深色部分）的附近开一个比较保守的切口来切除乳房组织。与传统的乳房切除相比较，此类手术能够保护大面积的皮肤，这有利于乳房的修复过程。与皮肤有关的癌症患者，例如发炎性癌症，不可以做皮肤保留乳房切除术。
- 乳头保留/皮下乳房切除术：此类手术是把乳房组织除掉，但是会保留下乳头与乳晕整个部位。做此类手术通常只能用来预防，或如果癌症又开始发作，则会使用乳房切除手术切除乳晕导管组织。最近的一系列建议是，它有可能是对肿瘤的一种肿瘤声音去除术，而并非在乳晕部位。